# Radikal 210
Radikal 210 齊 mit der Bedeutung „gleichmäßig“ ist eines von nur zwei traditionellen Radikalen der chinesischen Schrift mit 14 Strichen.
Das moderne Kurzzeichen 齐 in der Volksrepublik China ist stark verkürzt, lässt aber immerhin noch seine Herkunft erahnen.
Mit drei Zeichenverbindungen in Mathews’ Chinese-English Dictionary kommt es sehr selten in Wörterbüchern vor. Auch im Kangxi-Wörterbuch waren es nicht mehr als 18 (von 40.000) Schriftzeichen, die unter diesem Radikal zu finden waren.
Drei Kornähren nebeneinander sollten im ursprünglichen Zeichen den Eindruck einer Menge von gleichen Dingen vermitteln.

## Schriftzeichenverbindungen, die vom Radikal 210 regiert werden
| Striche | Zeichen  |
| ------- | -------- |
| +0      | 齊 斉 齐 |
| +03     | 斎 齋    |
| +04     | 齌       |
| +05     | 齍       |
| +07     | 齎       |
| +09     | 齏       |

 Im Unicodeblock Kangxi-Radikale ist das Radikal 210 unter der Codepointnummer 12.241 (U+2FD1) codiert.